# Ellaville
Ellaville är administrativ huvudort i Schley County i Georgia. Orten fick sitt namn efter Ella Burton som var dotter till en lokal markägare. Ellaville hade 1 812 invånare enligt 2010 års folkräkning.

## Kända personer från Ellaville
- Charles R. Crisp, politiker